# Gepus tersus
Gepus tersus is een insect uit de familie van de mierenleeuwen (Myrmeleontidae), die tot de orde netvleugeligen (Neuroptera) behoort. 
Gepus tersus is voor het eerst wetenschappelijk beschreven door Navás in 1918.